# Église de la Translation-des-Reliques-de-Saint-Nicolas de Rabrovica
Pour les articles homonymes, voir Église de la Translation-des-Reliques-de-Saint-Nicolas.
L'église de la Translation-des-Reliques-de-Saint-Nicolas de Rabrovica (en serbe cyrillique : Црква Преноса моштију Светог Николе у засеоку Рабровица ; en serbe latin : Crkva Prenosa moštiju Svetog Nikole u zaseoku Rabrovica) est une église orthodoxe serbe serbe située dans le hameau de Rabrovica sur le territoire du village de Divci, sur le territoire de la ville de Valjevo et dans le district de Kolubara en Serbie. Elle est inscrite sur la liste des monuments culturels protégés de la république de Serbie (no SK 961).

## Présentation

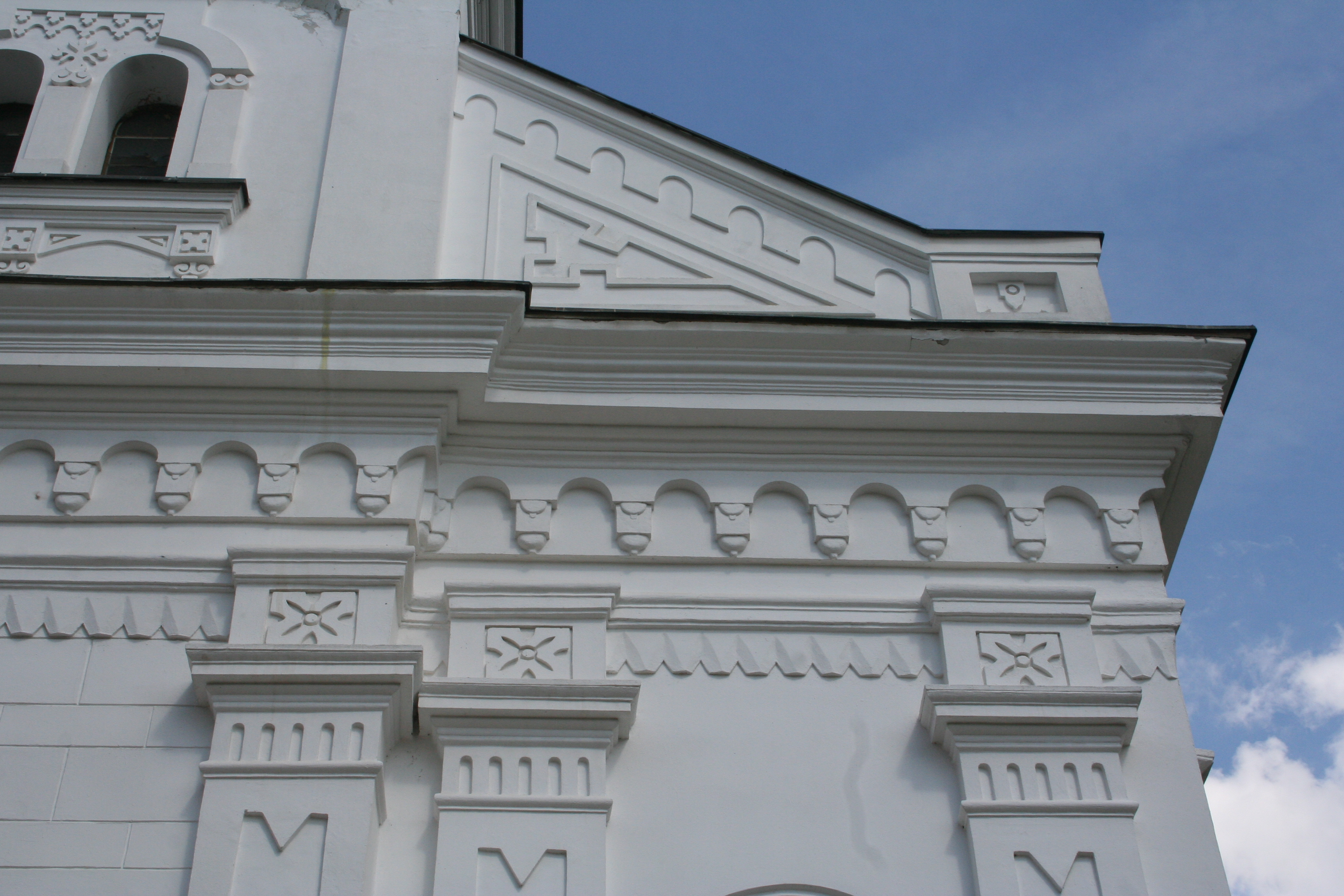
Détail de la façade occidentale.

L'église a été construite en 1857, à l'emplacement d'un monastère fondé par Hadži-Ruvim et Aleksa Nenadović[réf. nécessaire].
Elle est édifiée sur un plan rectangulaire, avec une partie tréflée à l'est ; au-dessus du narthex s'élève un haut clocher. Les façades sont rythmées par une riche décoration plastique en mortier[réf. nécessaire]. L'église de la Nativité-de-la-Mère-de-Dieu de Novaci, qui date elle aussi de 1857, a été construite selon le même programme architectural[réf. nécessaire].
Endommagée lors d'un tremblement de terre en 1998, des travaux de restauration y ont été entrepris qui ont duré jusqu'en 2006[réf. nécessaire].

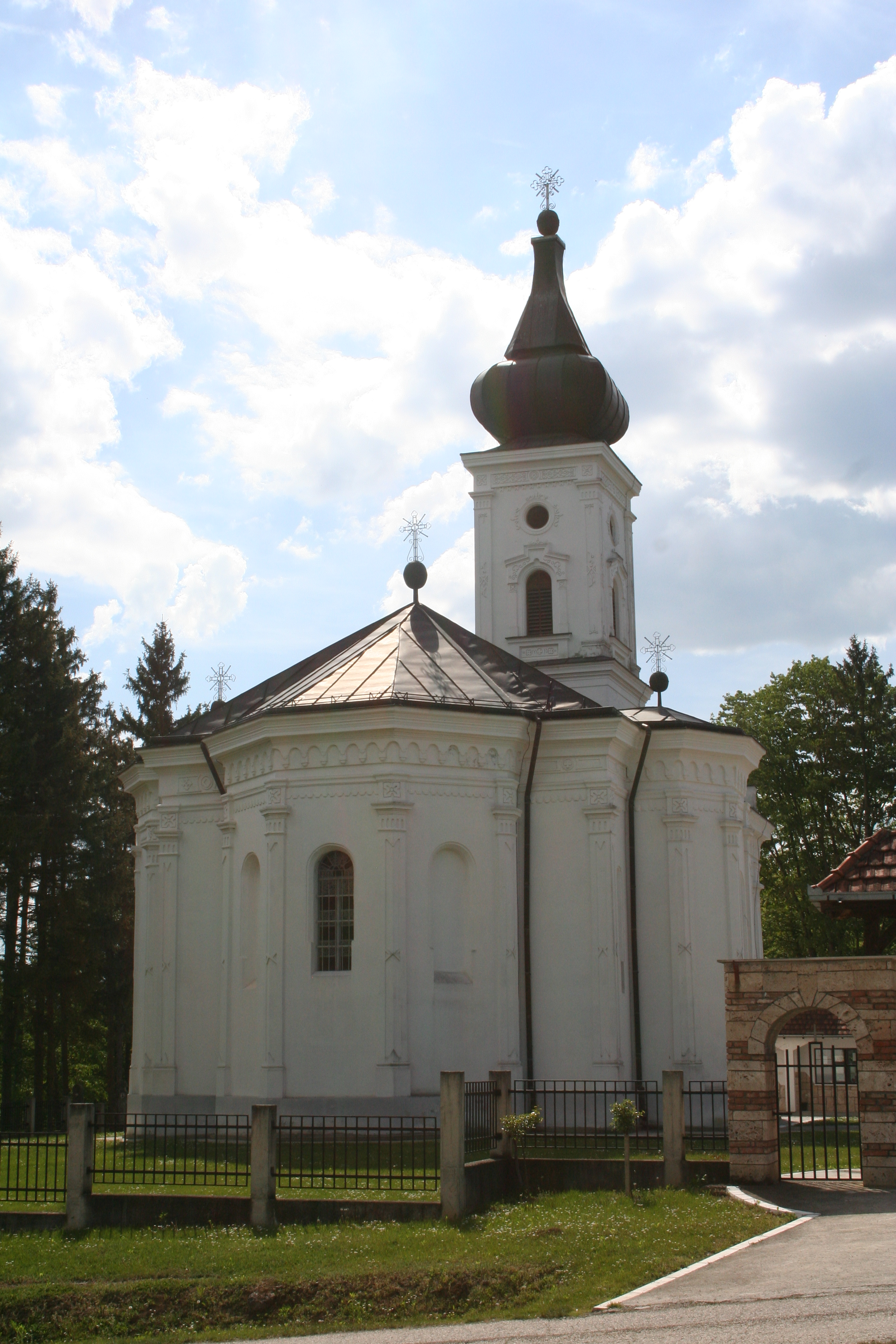
Le chevet de l'église.
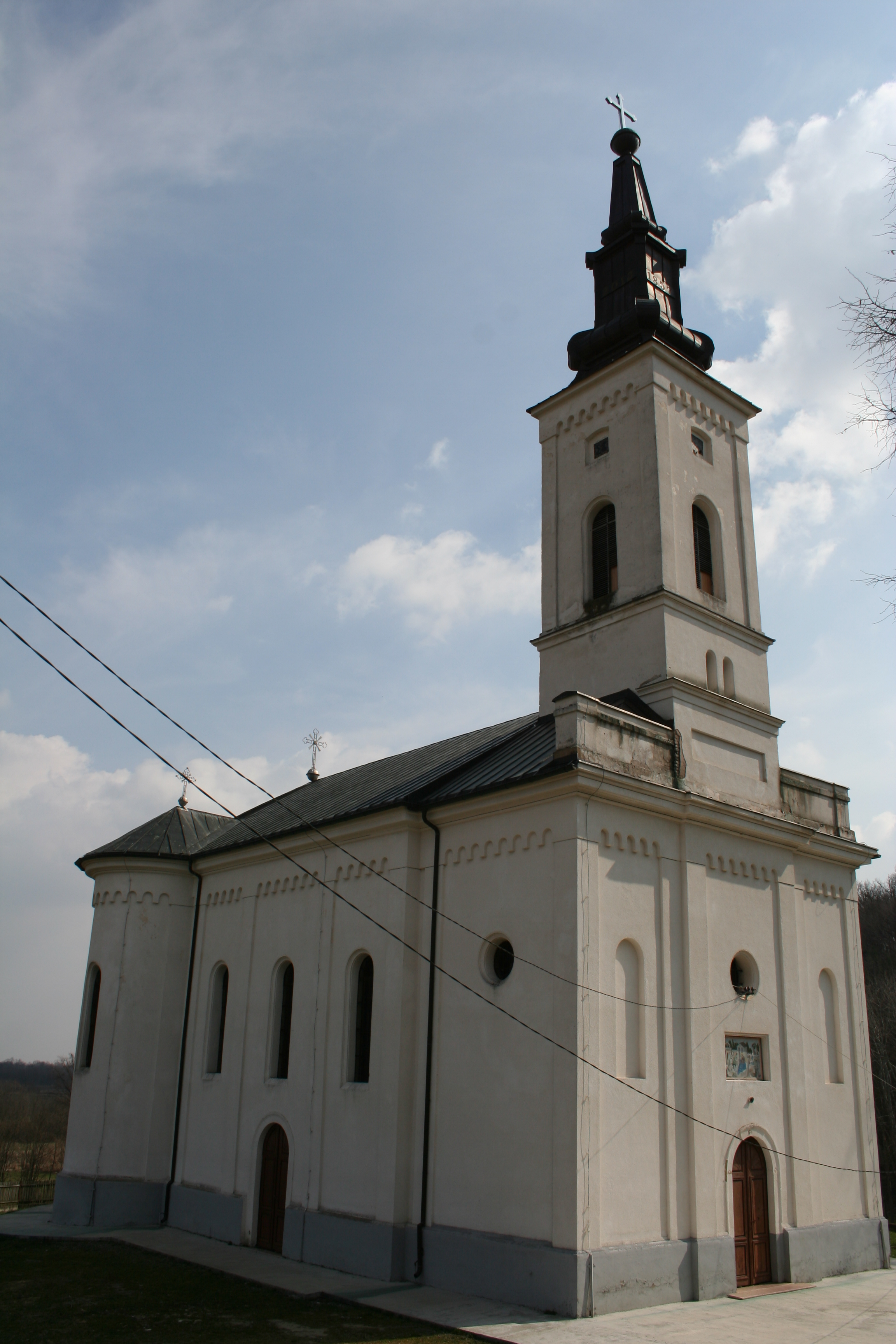
À titre de comparaison : l'église de la Nativité-de-la-Mère-de-Dieu de Novaci.